# Borboritas
Los borboritas, también conocidos como fibionitas, es el nombre adjudicado a una escuela cristiana gnóstica del siglo IV, posiblemente descendiente de los nicolaítas y/o los setianos. Se atribuía a los borboritas el practicar la carnalidad y realizar rituales de sexo sagrado. Estuvieron activos en la ciudad de Alejandría y varias regiones de Asia Menor hasta al menos el siglo V.

## Etimología
El nombre borborita proviene del griego βόρβορος, traducible como "embarrados" o "sucios". Se cree que este era en realidad un apelativo insultante dado por ajenos a su secta, y que ellos mismos en realidad se hacían llamar simplemente "gnósticos". También podría ser una confusión o un juego de palabras malicioso con el término "barbeloíta", que designaría a aquellos en cuyas creencias la figura de Barbelo ocupaba un lugar destacado. Parece ser también que los borboritas llamaban "vírgenes" a sus integrantes femeninas, aunque no lo fueran literalmente hablando.

## Creencias
Según su cosmología, típica del gnosticismo alejandrino, el universo había sido creado por una malvada entidad demiúrgica llamada Sabaoth, el dios de los hebreos representado en el Antiguo Testamento. Le representaban con forma de cerdo, implicando que éste era el origen de la prohibición judía de comer carne de tal animal. Sobre el universo existían ocho cielos, uno de ellos regido por Sabaoth y seis restantes por su sirvientes, los arcontes. El octavo cielo, sin embargo, era el reino del auténtico Dios, el Padre de Todo, que convivía con su contraparte femenina Barbelo (también llamada Prúnico) y con el espíritu que sería conocido como Jesús. La visión borborita de Jesús era docética, ya que afirmaban que su descenso a la tierra había sido únicamente en forma espiritual. María también podría haber sido para ellos de una naturaleza espiritual, incluso divina.
De acuerdo con San Agustín, enseñaban que las almas de los humanos, animales y plantas estaban compuestas de la misma sustancia que Dios, y por ende estaban consagradas de toda corrupción terrenal. Tras la muerte, el alma del gnóstico atravesaría los siete cielos y se reuniría con Barbelo, mientras que el alma del ajeno a la escuela probablemente se reencarnaría de nuevo. Barbelo también habría combatido a los malvados arcontes por medio de la sexualidad, seduciéndolos y robándoles poder al eyacular.

### Textos sagrados
Los borboritas poseían varios libros, incluyendo el titulado Norea (nombre gnóstico de la esposa de Noé), el Evangelio de Eva, el Apocalipsis de Adán y el Evangelio de la Perfección. También aceptaban una versión del evangelio de Felipe, probablemente ampliada y modificada. Junto a ellos, veneraban también una selección de evangelios que orbitaban alrededor de la figura de María Magdalena, entre ellos Las Preguntas de María, Las Mayores Preguntas de María, Las Menores Preguntas de María y El Nacimiento de María. También admitirían textos posiblemente setianos o relacionados con Seth, el hijo de Adán y Eva, como el Segundo Tratado del Gran Seth y Las Tres Estelas de Seth. Con todo, su opinión sobre el Antiguo Testamento no está clara, aunque se sabe que rechazaban al dios de los hebreos, como la mayoría de gnósticos.
Epifanio cita un fragmento Las Grandes Preguntas de María particularmente colorista, el cual insinúa que estos evangelios eran ricos en tonos sexuales, quizá incluso cómicos. En él, Jesús lleva a María Magdalena a la cima de una montaña, y allí realiza el peculiar milagro de crear a una mujer a partir de su propio costado. Jesús entonces mantiene relaciones sexuales con la recién creada, pero al finalizar consume su propio semen y advierte a María que "esto es lo que deben hacer para poder vivir". Magdalena se desmaya al presenciar el evento, por lo que Jesús debe ayudarla a levantarse y le pregunta "mujer de poca fe, ¿qué te ha hecho dudar?"
Otro fragmento, esta vez del Evangelio de Eva, describe a un gigante angélico y otra figura más pequeña apareciéndose al narrador (presumiblemente Eva) en la cima de una montaña y proclamando: "yo soy tú y tú eres yo, y donde tú estás estoy yo, y estoy en todas las cosas; y cuando lo desees, me encontrarás, pero cuando me encuentres, te encontrarás a ti mismo".

### Ritos sexuales
Epifanio afirma que los borboritas practicaban ritos sexuales, posiblemente inspirados por los setianos, entre los que destacaba una versión orgiástica de la eucaristía. Durante su transcurso, recogían semen y sangre menstrual, representaciones del cuerpo y la sangre de Cristo, y los mezclaban para formar un líquido sacramental con el que realizarían abluciones antes de beberlo. A través de estos fluidos, expulsarían su poder espiritual y se lo ofrendarían de este modo a Barbelo y a Dios. Se decía también que los borboritas realizaban abortos y comían los fetos tras cocinarlos con miel y especies, particularmente si el embarazo se había producido durante una de sus orgías litúrgicas.
Los borboritas no eran los únicos gnósticos que no condenaban la sexualidad, ya que de los carpocratianos se rumoreaban actitudes semejantes, mientras que los valentinianos abogaban por sexo si éste se daba entre dos personas dotadas de la chispa espiritual o pneuma. En contraste a estos últimos, los borboritas valoraban el sexo sin ambages, considerando que la pasión de acto sexual representaba a su manera la pasión de Cristo. Se cree que podrían haber heredado estas doctrinas de los nicolaítas, que ya afirmaban que "a menos que uno copule cada día, no hallará la vida eterna", interpretando de manera literal la idea de que la "semilla" del hombre conduciría a su salvación. Pese a ello, evidentemente, otros grupos gnósticos no les veían con buenos ojos. Tanto el popular texto Pistis Sophia como los Libros de Jeu contienen ataques directos contra estos ritos.
Esta clase de actos se asemejan a las acusaciones injuriosas, destinadas a demonizar al infiel, que se lanzaban unas a otras las comunidades religiosas de la época, ya fueran cristianas, judías, herejes o paganas. Sin embargo, este podría ser un ejemplo verídico, no sólo debido a que había otros gnósticos entre sus críticos, sino también porque, a diferencia de la mayoría de casos, Epifanio afirma haber conocido estas prácticas de primera mano en Alejandría. Al parecer, un grupo de mujeres borboritas intentaron seducirle para ganarle como adepto, y al huir Epifanio de sus insinuaciones se lamentaron de no haber podido "salvarle". El cristiano las denunció entonces al obispo de la zona, que consiguió que la comunidad borborita, compuesta por unas 80 personas, se marchara de la ciudad. La naturaleza de la escuela borborita ya era secreta antes de esto, ya que aparentemente poseían un saludo iniciático consistente en hacerse cosquillas en la palma al darse la mano.
Aún existe debate sobre la veracidad de estas historias, pero expertos como Stephen Gero las encuentran plausibles.